# Patrick Simon (avocat)
Pour les articles homonymes, voir Patrick Simon et Simon.
Patrick Simon (né en 1949) est un avocat et essayiste français.
Il se réclame du libéralisme.

## Biographie

### Origines et formation
Fils d'Ernest Simon, ingénieur, et de Sonia Prodomidès, Patrick Simon naît le 16 novembre 1949 à Neuilly-sur-Seine, dans la Seine.
Il est docteur en droit privé (1976).

### Parcours professionnel
En 1976-1977, Il a enseigné le droit à l'université Paris-X.[réf. souhaitée]
Avocat depuis 1978 au barreau de Paris, il est associé du cabinet Villeneau-Rohart-Simon.
À ce titre, il intervient lors de plusieurs marées noires, telles que celle provoquée par l'Amoco Cadiz en 1978.
En 2012, il participe à Athènes à une reconstitution du procès de Socrate en tant qu'avocat de la défense.

### Activités militantes
Il est membre du conseil scientifique de l'Institut Turgot, un cercle d'idées libérales, et administrateur de l'Association pour la liberté économique et le progrès social depuis 2003. Il prend la présidence de cette dernière association libérale le 3 octobre 2014 — qu'il cède à Pascal Salin en 2017.
Son prédécesseur Jacques Garello le présente comme  un « ami et disciple », qui « s’inscrit dans la ligne doctrinale de l’ALEPS : un libéralisme intégral, qui va au-delà de la seule liberté économique, un libéralisme international en liaison avec les centres et instituts libéraux de tous les pays, un libéralisme ouvert accueillant sans discrimination tous les défenseurs et promoteurs de la liberté en France ». Il s’affirme « libéral conservateur »; son engagement est fondé sur « une foi humaniste et chrétienne profonde », sur un catholicisme thomiste. Son ouvrage Peut-on être libéral et catholique ?  avait été couronné par l’ALEPS.

### Radio
Il est vice-président de Radio Courtoisie depuis 2012.
Il tient[Depuis quand ?] la chronique « La Guerre des idées » dans le Libre journal des économistes, et celle « du grand large » dans le Libre journal du lundi soir (2017-2019), après l'avoir tenue dans celui d'Henry de Lesquen (2007-2017).
Depuis 2019, il dirige sur la même radio l'émission mensuelle Il était une fois.

### Vie privée
Veuf et remarié, il a un fils et une fille.

## Œuvres
- Le Droit, arme politique, Paris, Cruz, 1988, 114 p. (BNF 36629818)
- La Main invisible et le Droit, Paris, Les Belles Lettres, coll. « Laissez-faire », 1992, 291 p. (ISBN 2-251-41006-6, BNF 35558233)
- Peut-on être catholique et libéral ?  (préf. François Guillaumat), Paris, François-Xavier de Guibert, 1999, 276 p. (ISBN 2-86839-597-X, BNF 37707250)
- Le Droit naturel, ses amis et ses ennemis  (préf. Philippe Nemo), Paris, François-Xavier de Guibert, 2006, 235 p. (ISBN 2-7554-0058-7, BNF 40094535)

## Prix
- Prix du livre libéral 1999 pour Peut-on être catholique et libéral ?[8].
- Prix Renaissance de l'économie 2001[9].